# 卡費角
64°39′S 61°59′W / 64.650°S 61.983°W
卡費角是南極洲的海岬，位於葛拉漢地的丹科海岸，處於薩帕托角以南4公里和南森島以東4公里，由比利時探險隊繪入地圖，現時由南極條約體系管理。